# 上海市民办新世纪中学
新世纪中学（现民办新世纪中学）成立于1992年7月，位于中華人民共和國上海市长宁区愚园路864号，创办人为钟国端和曹光国，后学校迁至中山西路1245弄16号，2007年曾进行过扩建。学校是上海市改革开放时期恢复民办教育（1992年前民办中学曾消失二、三十年）后经上海市教委批准的第一所民办全日制中学，1994年，初、高中脱钩后，单独进行初中办学，2002年11月起归属东展教育公司承办。2017隶属于上海长宁集团公司。2018年7月遷入位于玉屏南路158号（玉屏中学旧址）新校区，原延安中学党委书记严明曾担任过校长。